# Indiana Jones and the Temple of Doom (videojuego)
Indiana Jones and The Temple of Doom es un videojuego arcade de acción de 1985 desarrollado y publicado por Atari Games, basado en la película de 1984 del mismo nombre, la segunda película de la franquicia de Indiana Jones.  También es el primer juego de arcade de Atari System 1 que incluye voces digitalizadas, como clips de voz de Harrison Ford como Indiana Jones y Amrish Puri como Mola Ram, así como la música de John Williams de la película.

## Jugabilidad
El jugador asume el papel de Indiana Jones cuando se infiltra en la guarida del malvado culto Thuggee, armado con su látigo. El objetivo final del jugador es liberar a los niños que el culto ha secuestrado como esclavos, recuperar las reliquias robadas conocidas como "Piedras Sankara" y escapar del templo titular. A lo largo de los diversos modos de juego, Indy pierde una vida si se la golpea una vez (manteniendo contacto físico con enemigos u otros peligros), o se cae sobre una superficie transitable desde una altura demasiado grande. Después de elegir un nivel de dificultad, el jugador comienza el juego, inicialmente compuesto de tres niveles, cada uno basado en escenas específicas de la película.

## Portabilidad
Los ports del juego fueron desarrollados posteriormente por Paragon Programming y lanzados por los EE. UU. Gold para el Amstrad CPC, Commodore 64, MSX y ZX Spectrum en 1987. El juego llegó al número 2 en las listas de ventas del Reino Unido, detrás de Renegade. Durante el mismo año, Mindscape lo portó a Atari ST y Commodore 64 (diferente en comparación con la versión de US Gold). La versión NES fue portada por Tengen y Mindscape en 1988.  En 1989, Mindscape lo portó a Commodore Amiga y computadoras personales que usan MS-DOS. La versión Apple II fue portada por Papyrus Design Group en junio de 1989 para Tengen.

## Recepción
Computer and Video Games, al revisar las versiones de ZX Spectrum, Amstrad CPC y Atari ST, llamó al juego «una conversión bastante precisa y espléndida», particularmente la versión de Atari ST. La revista elogió la jugabilidad del juego, pero criticó su dificultad y efectos de sonido.
Jonathan Sutyak de AllGame, quien le dio a la versión Commodore 64 una estrella y media de cinco, calificó al juego como una «gran decepción». Sutyak criticó la jugabilidad y los «terribles» controles y escribió: «Gráficamente el juego es un desastre. La mayoría del juego es marrón y gris, muy poco atractivo. Los sonidos tampoco son muy buenos, pero son un poco mejores que los gráficos. La música de tema se reproduce en el fondo, que es la mejor parte del juego. La mayoría de los efectos de sonido no son nítidos y no existen suficientes. Indiana Jones and the Temple of Doom es un mal juego en todos los sentidos. Se ve mal, tiene malos controles y es demasiado corto».